# أرغون جانير
أرغون جانير (Ergun Caner) واعظ معمداني إنجيلي. ولد سنة 1966 في ستوكهولم، السويد لعائلة تركية وهاجرت عائلته إلى الولايات المتحدة في 1969، وتحوّل وعدد من أفراد عائلته إلى المسيحية. يشتغل أستاذاً بكلية الإلهيات بجامعة ليبرتي التي أسسها القس الأصولي جيري فالويل.
لديه مواقف مؤيدة لدولة إسرائيل وآراء متشددة معادية للإسلام.

## النشأة
ولد إرجون في مدينة ستوكهولم بالسويد عام 1966 لأب تركي الجنسية، وكان الأكبر بين ثلاثة إخوة. هاجر إرغون إلى الولايات المتحدة في عام 1969 مع والديه وإخوته، وانتقل إلى مدينة أوهايو. وقد انفصل والديه في 14 أبريل 1978، لكن والده، بموجب أمر من المحكمة، أثبت في البداية أن الأولاد ينشأون على الإسلام. نجحت والدته ، مونيكا، في النضال ضد الحكم الوارد في مرسوم الطلاق الذي يقضي بتربية الأطفال على الإسلام من خلال تقديم استئناف إلى المحكمة في 6 فبراير 1979. وسمحت المحكمة بطلب مونيكا بأن يكون التعليم الديني "وفقًا لرغبات كل من الوالدين" بينما في عهدتهم. يستمر كانر في مناقضة هذه الحقائق في العديد من مقاطع فيديو محاضراته من خلال تقديم بيانات متضاربة.
كان إرغون أول إخوته الذين اعتنقوا المسيحية، وقد فعل ذلك في سن الخامسة عشرة بعد قبول دعوة صديق لحضور اجتماع في الكنيسة المعمدانية المحلية. وفي غضون 18 شهرًا، عمد كلا الأخوين إرغون في الكنيسة. تبرأ والد إرغون من أبنائه الثلاثة بعد اعتناقهم المسيحية